# Richmond River (Dominica)
Der Richmond River ist ein Fluss an der Küste im Osten von Dominica im Parish Saint David.

## Geographie
Der Richmond River entsteht aus zwei Quellbächen, die im Süden des Gipfels des Morne La Source im Carib Territory beziehungsweise am Grat zwischen Morne La Source und Morne Fraser entspringen (⊙). Auf der gegenüberliegenden Seite der Wasserscheide (im Westen) schließt sich das Einzugsgebiet des Pagua River mit dem Charles Warner River an. Bei Cacao Richmond vereinigen sich die Quellbäche und der Fluss verläuft kurvenreich weiter nach Osten, wo er südlich von Richmond Estate in der Anse Français (nördlich der Wakaman Pointe) in den Atlantik mündet. Der Fluss ist ca. 3,6 km lang.
Nach Süden grenzt das Einzugsgebiet des Castle Bruce River. Bei Senhouse tritt der Fluss fast an den kleineren Wakaman River heran.